# Malta na Letnich Igrzyskach Olimpijskich 1992
Maltę na Letnich Igrzyskach Olimpijskich 1992 reprezentowało sześciu zawodników: trzech mężczyzn i trzy kobiety. Był to dziesiąty start reprezentacji Malty na letnich igrzyskach olimpijskich.

## Skład kadry

### Judo
Kobiety
- Laurie Pace – waga do 61 kg – 20. miejsce,

Mężczyźni
- Jason Trevisan – waga do 71 kg – 22. miejsce,

### Lekkoatletyka
Kobiety
- Deirdre Caruana

bieg na 100 m – odpadła w eliminacjach,
bieg na 200 m – odpadła w eliminacjach,
- Carol Galea

bieg na 800 m – odpadła w eliminacjach,
bieg na 1500 m – odpadła w eliminacjach,

### Strzelectwo
- Horace Micallef – trap – 39. miejsce

### Żeglarstwo
- Jean-Paul Fleri Soler – windsurfing mężczyźni – 33. miejsce